# دیو برندون
دیو برندون (انگلیسی: Dave Brandon) (زاده ۱۵ مه ۱۹۵۲) کارآفرین، بازرگان و مدیر ارشد اجرایی آمریکایی است، که در حال حاضر به‌عنوان مدیر عامل اجرایی و رئیس هیئت مدیره شرکت تویز آر آس فعالیت می‌کند.